# Pro Libris
Pro Libris – kwartalnik publikowany przez wydawnictwo Pro Libris działające od 1996 roku w ramach Wojewódzkiej i Miejskiej Biblioteki Publicznej im. Cypriana Norwida w Zielonej Górze. 

## Historia
Kwartalnik Pro Libris. Lubuskie Czasopismo Literacko-Kulturowe ukazuje się od 2001 roku. Decyzję o jego powstaniu podjęła ówczesna dyrektorka biblioteki Maria Wasik. Wydawnictwo zostało dofinansowane z Euroregionu „Sprewa-Nysa-Bóbr”.   
W czerwcu 2022 roku z okazji obchodów 20-lecia istnienia czasopisma  ukazała się monografia „Pro Libris”. Lubuskie Pismo Literacko-Kulturalne (2001–2021) autorstwa prof. Jolanty Chwastyk-Kowalczyk. 
Od niedawna pismo funkcjonuje również w wersji elektronicznej pod adresem prolibris.net.pl

## Charakterystyka
W czasopiśmie umieszczane są teksty prozatorskie, poezja, varia, eseje, recenzje, wywiady, omówienia oraz regionalizmy. Każdy numer ma swojego bohatera plastycznego, który dba o jego szatę graficzną. Zazwyczaj na bohatera numeru wybierany jest artysta sztuk plastycznych. 

## Częstotliwość
W latach 2001–2004 ukazywało się jako półrocznik, od 2004 roku jako kwartalnik. Do końca 2014 roku zostało opublikowanych 47 numerów. Ze względów finansowych w 2014 roku, po wydaniu dwóch numerów specjalnych, czasopismo zostało zawieszone. Jego wydawanie wznowiono po dwóch latach. Wydano wtedy jeden numer łączony za rok 2014. Do listopada roku 2022 zostało opublikowanych 81 numerów.  

## Współpracownicy
Dotychczas z redakcją współpracowali m.in. autorzy tacy jak Adam Lizakowski czy Alfred Siatecki. Czasopismo poza autorami z dorobkiem literackim i stałymi współpracownikami publikuje również debiutantów. Z czasopismem współpracuje prof. Małgorzata Mikołajczak – literaturoznawczyni odpowiedzialna za dział Zbliżenia, w którym zamieszczane są artykuły krytycznoliterackie i szkice poświęcone przede wszystkim twórczości autorów ważnych dla regionu. 

## Redaktorzy naczelni
- Małgorzata Mikołajczak (2001–2002)[7][2]
- Sławomir Kufel (2003–2008)[8][2]
- Grzegorz Gorzechowski (2008)
- Sławomir Kufel (2009–2011)
- dr Andrzej Buck (2012– )[6][2]

## Sponsorzy
Wśród sponsorów kolejnych numerów znaleźli się: Euroregion Sprewa – Nysa – Bóbr, Urząd Miasta Zielona Góra, Fundacja Współpracy Polsko-Niemieckiej, Ministerstwo Kultury i Dziedzictwa Narodowego, Stowarzyszenie Słubfurt, Stowarzyszenie Bibliotekarzy Polskich (Zarząd Okręgu). 